# Милорад Влашкалин
Др Милорад Влашкалин (Српски Пардањ/Међа 26. мај 1890 — Врањево/Нови Бечеј 27. децембар 1984) био је правник, генерални инспектор Министарства унутрашњих дела и бан.
Гимназију је завршио у Новом Саду, а права са докторатом 1911. у Пешти. За време Првог светског рата био је конзисторијални бележник у Темишвару. После рата генерални инспектор Министарства унутрашњих дела – Одељења за Банат, Бачку и Барању, а 1939. био је и помоћник министра. Био је експерт за управно право и аутор је више радова из те области. После 27. марта 1941. Симовићева влада га је 1. априла поставила за бана. По уласку у Нови Сад, био је у кућном притвору, а затим је предат Гестапоу. Једно време био у бањичком логору. До краја окупације живео је као пензионер у Београду, а потом у Новом Бечеју.